# Oskar Kürten
Oskar Kürten (* 1886; † 1973) war ein deutscher Beamter und von 1943 bis Herbst 1945 Direktor des Statistischen Amtes der damaligen Reichshauptstadt Berlin.
Kürten fiel nach dem plötzlichen Tode des Vorgängers Oskar Büchner im Jahre 1943 die vermeintlich schwierige Aufgabe zu, die Weiterführung der Amtsarbeiten im Kriege und nach dem Zusammenbruch bis zum Herbst 1945 zu sichern. Darüber hinaus agierte er auch als Schriftleiter: Ihm sind vor allem die Schriftreihen „Berliner Wirtschaftsberichte“ und „Berliner Statistik“ mit zahlreichen viel beachteten eigenen Beiträgen zu verdanken.

## Werke
- Kürten, Dr. Oskar: Die ortsanwesende Bevölkerung Groß-Berlins nach der Volkszählung vom 29. Oktober 1946.